# Docalidia pusilla
Docalidia pusilla är en insektsart som beskrevs av Rauno E. Linnavuori 1956. Docalidia pusilla ingår i släktet Docalidia och familjen dvärgstritar. Inga underarter finns listade i Catalogue of Life.